# 궁형
궁형(宮刑)은 사람의 생식기에 가하는 형벌로서, 남성은 생식기를 제거하고, 여성은 질을 폐쇄해 자손을 낳지 못하도록 하는 형벌이다. 사마천은 이 형벌을 받고 난 뒤에도 굴하지 않고 《사기》를 편찬했다.

## 궁형의 함의
- 궁형을 포함한 육형(肉刑: 신체 훼손 형벌)은 사람을 사람이 아닌 것으로 만들며[非人化], 형벌을 받은 이들을 공동체로부터 배제·소외시킨다.[2]
- 궁형은 육체에 고통을 줄 뿐만이 아니라 더 나아가 사회에서 차별과 배제로 이어져 사회 생명을 끊어버린다.[3]

## 궁형을 받은 사람
- 사마천(전한)
- 이연년(″)
- 고력사(高力士)(당나라)
- 정화(명나라)